# رجال المع

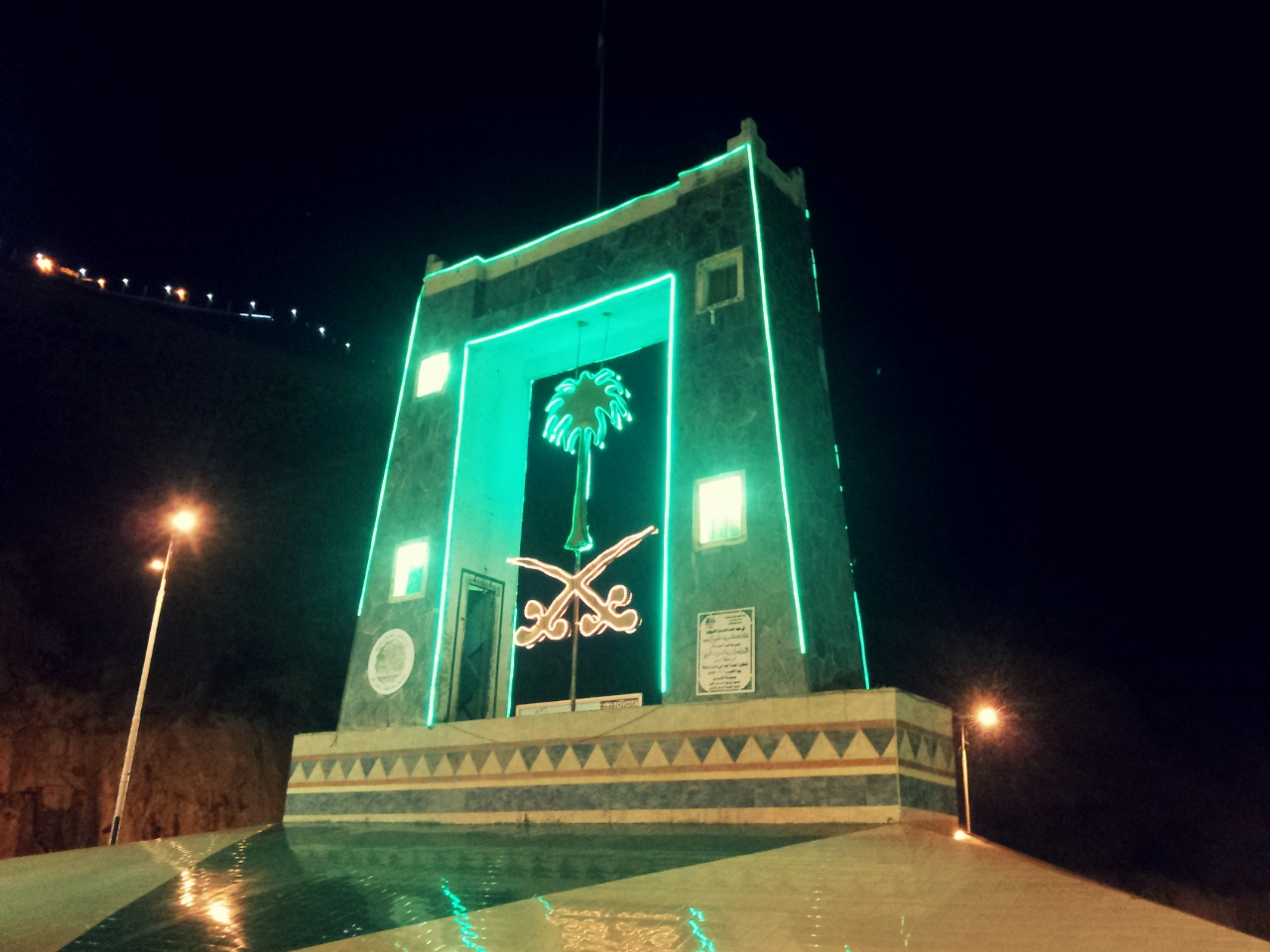
نمایی از یک‌سازه در روستای رجال المع، عربستان سعودی - ۲۰۱۳

رجال المع یک روستا در منطقه رجال المع، استان عسیر، عربستان سعودی است. این روستا حدود ۵۰ کیلومتر (۳۱ مایل) غرب آبها، در جنوب باختری عربستان سعودی قرار دارد. این روستا ۹۰۰ سال قدمت دارد. این روستا یک مکان ایده‌آلی داشت که مسیر یمن را به شام از سوی مکه و مدینه متصل می‌کرد و در نتیجه، به یک مرکز تجاری تبدیل شد.
رجال المع حدود ۶۰ ساختمان چندکاره دارد که از سنگ، گِل و چوب ساخته شده‌اند. این روستا به دلیل داشتن شماری از دژهای کهن اهمیت تاریخی دارد.

## شرح
این روستا چندین ساختمان دارد، که خود چندین طبقه دارند و برخی از آن‌ها تا ۸ طبقه می‌رسند و از سنگ ساخته شده‌اند. این ساختمان‌ها همچنین پنجره‌های رنگ‌شده چوبی دارند. آن‌ها همچنین سنگ‌نوشته‌هایی دارند که از بیرون دیوارهای اتاق‌ها دیده می‌شوند. در حیاط‌های بیرونی خانه‌ها، صندلی‌های چوبی و تشک‌های مبله‌شده قرار دارد که شکل‌هایی به رنگ‌های سبز، سفید، زرد و قرمز دارند که همچنین پنجره‌ها و درهای چوبی را نشان می‌دهند.

## دگرگونی‌های سده بیست و یکم
در سال ۲۰۱۵، یک پروژه بازسازی توسط کمیسیون گردشگری عربستان سعودی و آثار باستانی با همکاری بخش خصوصی انجام شد. افزون بر این، یک موزه توسط مردم محلی در یکی از دژهای روستا در سال ۱۹۸۵ بنیان‌گذاری شد.
در سال ۲۰۱۷، این روستا جایزه شاهزاده سلطان بن سلمان را برای میراث شهری دریافت کرد. در ژانویه ۲۰۱۸، کمیسیون گردشگری و میراث ملی عربستان (SCTH) به رجال المع حق داد تا برای مرکز میراث جهانی یونسکو ثبت نام کند.